# 22. Flak-Brigade
Die 22. Flak-Brigade, auch als Flakglocke von Messina bekannt, war ein Kampfverband in Brigadestärke der Luftwaffe im Zweiten Weltkrieg. Die Aufstellung des Brigadestabes erfolgte im Sommer 1943 auf dem italienischen Kriegsschauplatz.

## Einsatzgeschichte
Zunächst noch unter dem Namen Flak-Brigade XXII aufgestellt, übernahm der Brigadestab die operative Führung aller auf Sizilien aufgestellten Flakverbände. Ihm untergliedert war jedoch nur das neuaufgestellte Flak-Regiment 135, welches im Rahmen des deutschen Einsatzes in Tunesien zerschlagen worden war.
Nach der Alliierten Landung in Sizilien, welche am 10. Juli 1943 begonnen hatte, stieg die Versorgungsrolle der Straße von Messina für die deutschen Verbände vom italienischen Festland aus. Um den Schiffsverkehr und die Nachschublinien sicherstellen zu können, erhielt die 22. Flak-Brigade die Aufgabe, deren Luftraum abzuschirmen. Die gleiche Aufgabe sollte die Brigade in der späteren Evakuierung der Insel übernehmen. Bis Anfang August 1943 konnten an der Küste der Straße von Messina 65 schwere Flak-Batterien in Stellung gebracht werden. Bis zur vollständigen Räumung Siziliens von deutschen Truppen und deren Übersetzen auf das Festland konnten die Batterien 169 Flugzeugabschüsse für sich verbuchen. Für diese Leistungen wurde die Brigade im Wehrmachtbericht am 17. August 1943 genannt.
Auf dem festlanditalienischen Kriegsschauplatz eingetroffen, wurde die Brigade dem General der Flakartillerie Süd mit den Flak-Regimentern 57 und 135 unterstellt. Im November 1943 verfügte die Brigade jedoch nur über 35 schwere und 15 leichte und mittlere Batterien. Im Januar und Februar 1944,  nach der Schlacht um Anzio war die Brigade für die Flakkräfte an der südlichen Cassinofront zuständig. Hier unterstanden dem Brigadestab das
- Flak-Regiment 57
- Flak-Regiment 105
- Flak-Regiment 121 sowie das
- Flak-Regiment 135

Im Rahmen der Heeresverbände eingesetzt, unterlagen die unterstellten Regimenter bis Kriegsende einer ständigen Fluktuation. Neue kamen hinzu, andere wurde abgegeben. Am 21. März 1945 unterstand ihr weiterhin nur noch das Flak-Regiment 57. Neu hinzugekommen waren zu diesem Zeitpunkt das Flak-Regiment 78, Flak-Regiment 135 und das Flak-Regiment 149. Im April 1945 verteidigten die beiden Regimenter den Zugang zu den Alpentälern in Norditalien und gerieten am 2. Mai 1945 in amerikanische Kriegsgefangenschaft. An diesem 2. Mai 1945 verfügte der Brigadestab nur noch über die Flak-Regimenter 57 und 149 mit insgesamt 17 Batterien. Davon eine einzige Schwere.

## Kommandeure
| Dienstgrad   | Name             | Datum                           |
| ------------ | ---------------- | ------------------------------- |
| Generalmajor | Reiner Stahel    | Sommer 1943 bis Juli 1943       |
| Oberst       | Alexander Nieper | August 1943 bis 18. August 1943 |
| Oberst       | Max Müller       | 18. August 1943 bis 2. Mai 1945 |